# Villa Le Pas de Pique
La Villa Le Pas de Pique est située au 1285 chemin de la voie romaine, au Tignet, dans les Alpes-Maritimes conçue par l'architecte Marcel Lods en 1961-1962.

## Caractéristiques
Les premiers plans de cette villa datent de 1958. Elle est construite entre 1961 et 1962 au Tignet par l'architecte français Marcel Lods pour lui-même avec l'aide de l'entreprise Saint-Gobain.
La maison est constituée d'éléments préfabriqués industriels montés à sec sur un seul niveau de 110 m2. Elle est construite au-dessus de la nature, sur une ossature constituée de 4 portiques en acier soudé. Marcel Lods y a appliqué ses principes de militant de l'industrialisation légère qu'il a promus dans les programmes des grands ensembles d'habitat social des « Trente Glorieuses ».
Elle est inscrite au titre des monuments historiques le 11 septembre 2006.
La maison a reçu le label « Patrimoine du XXe siècle le 28 novembre 2000.